# Universität Shizuoka

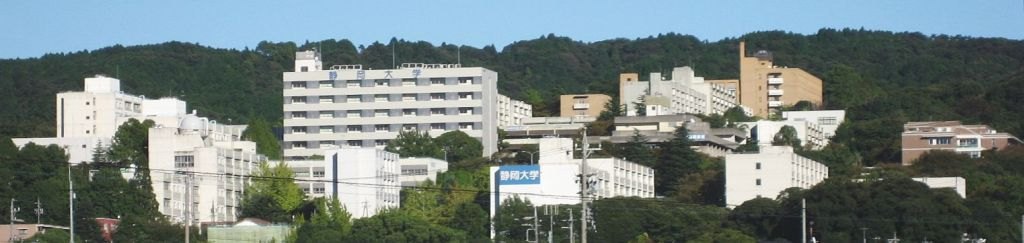
Shizuoka-Campus

Die Universität Shizuoka (jap. 静岡大学, Shizuoka daigaku) ist eine staatliche Universität in Japan. Der Hauptcampus liegt in Ōya, Suruga-ku, Shizuoka in der Präfektur Shizuoka.

## Geschichte
Die Universität wurde 1949 durch den Zusammenschluss der aufgelisteten fünf staatlichen Schulen gegründet:
- die Oberschule Shizuoka (静岡高等学校, Shizuoka kōtō gakkō, gegründet 1922),
- die Erste Normalschule Shizuoka (静岡第一師範学校, Shizuoka dai-ichi shihan gakkō, gegründet 1875),
- die Zweite Normalschule Shizuoka (静岡第二師範学校, Shizuoka dai-ni shihan gakkō in Hamamatsu, gegründet 1914),
- die Jugend-Normalschule Shizuoka (静岡青年師範学校, Shizuoka seinen shihan gakkō in Shimada, gegründet 1926), und
- das Technikum Hamamatsu (浜松工業専門学校, Hamamatsu kōgyō semmon gakkō, gegründet 1922).

Das Technikum Hamamatsu war bekannt für die Forschung zum Thema Fernsehen von Takayanagi Kenjirō.
1951 wurde die ehemalige Präfekturale Landwirtschaftshochschule Shizuoka (静岡県立静岡農科大学, Shizuoka-kenritsu Shizuoka nōka daigaku in Iwata) zur Fakultät für Agrarwissenschaft. 1968 wurde der heutige Shizuoka-Campus neu eröffnet, und die Fakultäten außer der Technischen Fakultät (in Hamamatsu) zogen in den Campus.

## Fakultäten
- Shizuoka-Campus (in Suruga-ku, Shizuoka, 34° 57′ 56,7″ N, 138° 25′ 50,6″ OKoordinaten: 34° 57′ 56,7″ N, 138° 25′ 50,6″ O):
  - Fakultät für Geisteswissenschaften
  - Fakultät für Pädagogik
  - Fakultät für Naturwissenschaften
  - Fakultät für Agrarwissenschaft
- Hamamatsu-Campus (in Naka-ku, Hamamatsu, 34° 43′ 26,6″ N, 137° 43′ 4,2″ O):
  - Fakultät für Ingenieurwissenschaft
  - Fakultät für Informatik